# Bouygues Telecom
Bouygues Telecom es una empresa francesa de telefonía móvil, proveedor de servicios de Internet y de IPTV, que forma parte del grupo Bouygues. En términos de edad, se considera el tercer operador de red móvil más antiguo de Francia, después de Orange y SFR, y antes de Free Mobile. Su sede, diseñada por Arquitectonica, se encuentra en la frontera de París y Issy-les-Moulineaux, cerca del río Sena.
En enero de 2016, Bouygues Telecom estuvo sujeto a negociaciones sobre una adquisición del operador de telefonía móvil Orange, que no progresó.